# Nationalpark Matsalu
Der Nationalpark Matsalu befindet sich im Westen Estlands. Seine Fläche beträgt 486,1 km². Er umfasst das Gebiet um die Bucht von Matsalu, die umliegenden Landgebiete, den Unterlauf des Flusses Kasari und das artenreiche Seegebiet Väinameri mit seinen über 50 Inseln.

## Gebiet
Das Naturschutzgebiet Matsalu wurde 1957 gegründet, 2004 erheblich vergrößert und zum Nationalpark aufgewertet. Heute gehören zu ihm auch die Naturschutzgebiete von Puhtu-Lahelatu und Nehatu sowie die Landschaftsschutzgebiete von Tuhu und Lihula. 2003 wurde dem Nationalpark Matsalu durch den Europarat die Auszeichnung „Europäisches Diplom für geschützte Gebiete“ verliehen.
Das Verwaltungszentrum befindet sich im Dorf Penijõe, 3 km von Lihula (Kreis Pärnu) entfernt.

## Flora und Fauna
Der Nationalpark wurde vor allem als Schutzgebiet für die zahlreichen Vogelarten eingerichtet. Heute werden 275 verschiedene Vogel-, 49 Fisch- und 47 Säugetierarten verzeichnet. Darüber hinaus gibt es eine reiche Flora mit 772 teils seltenen Pflanzenarten.

## Inseln
Daneben ist der Nationalpark für seine beeindruckende Inselwelt bekannt. Die größten Inseln sind Tauksi, Liia, Sõmeri, Kumari, Papilaid, Sipelgarahu und Tondirahu.

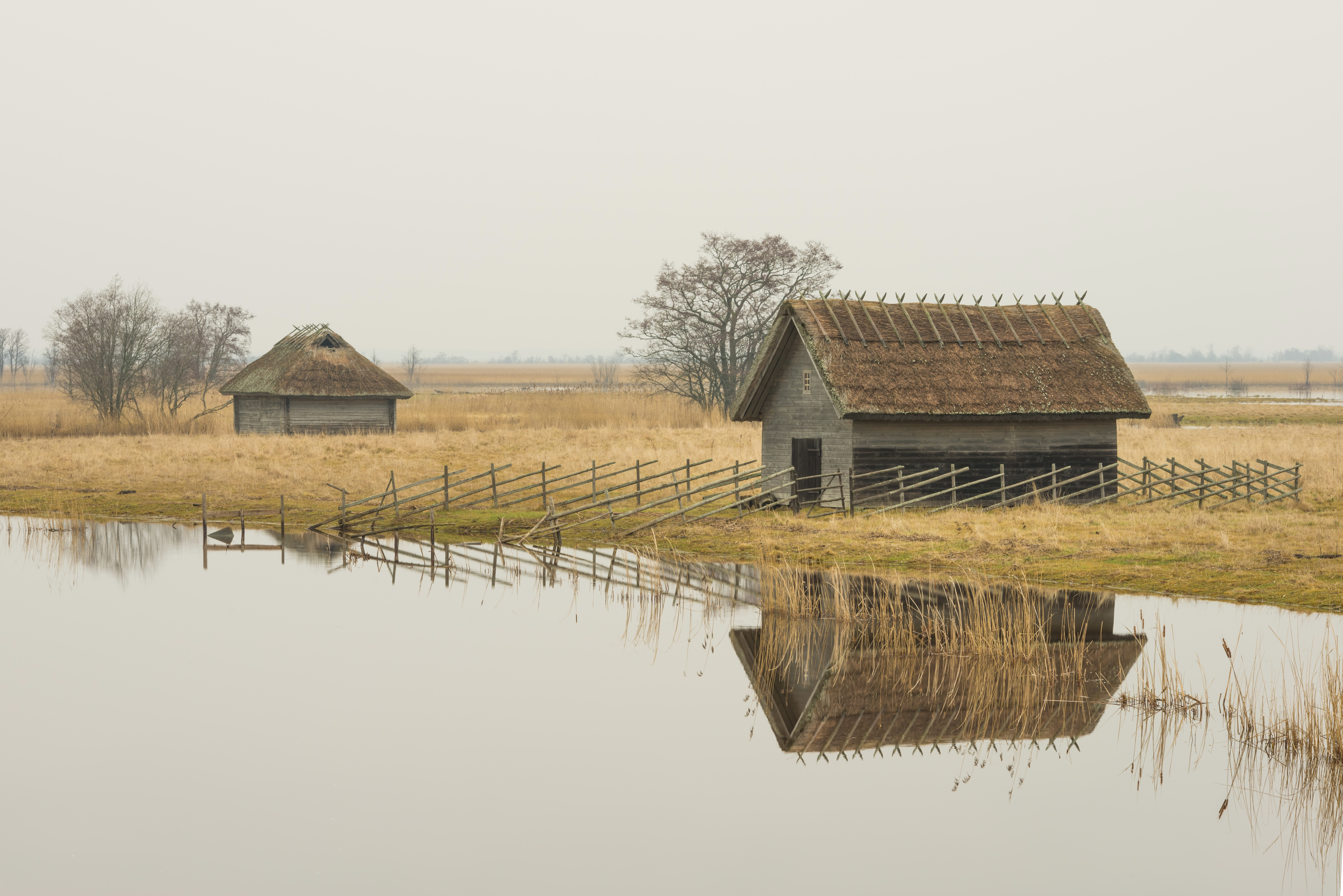
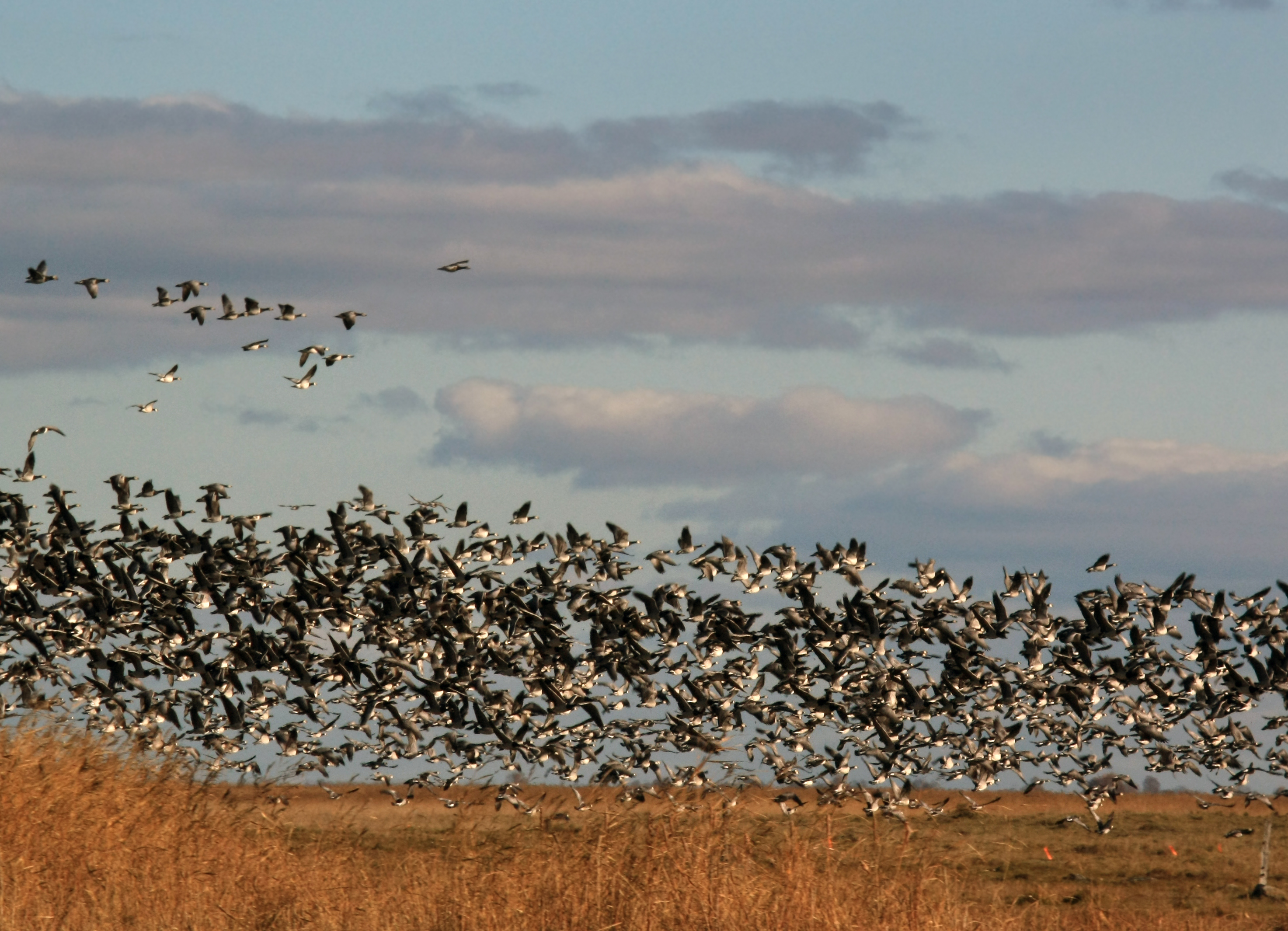
Weißwangengänse
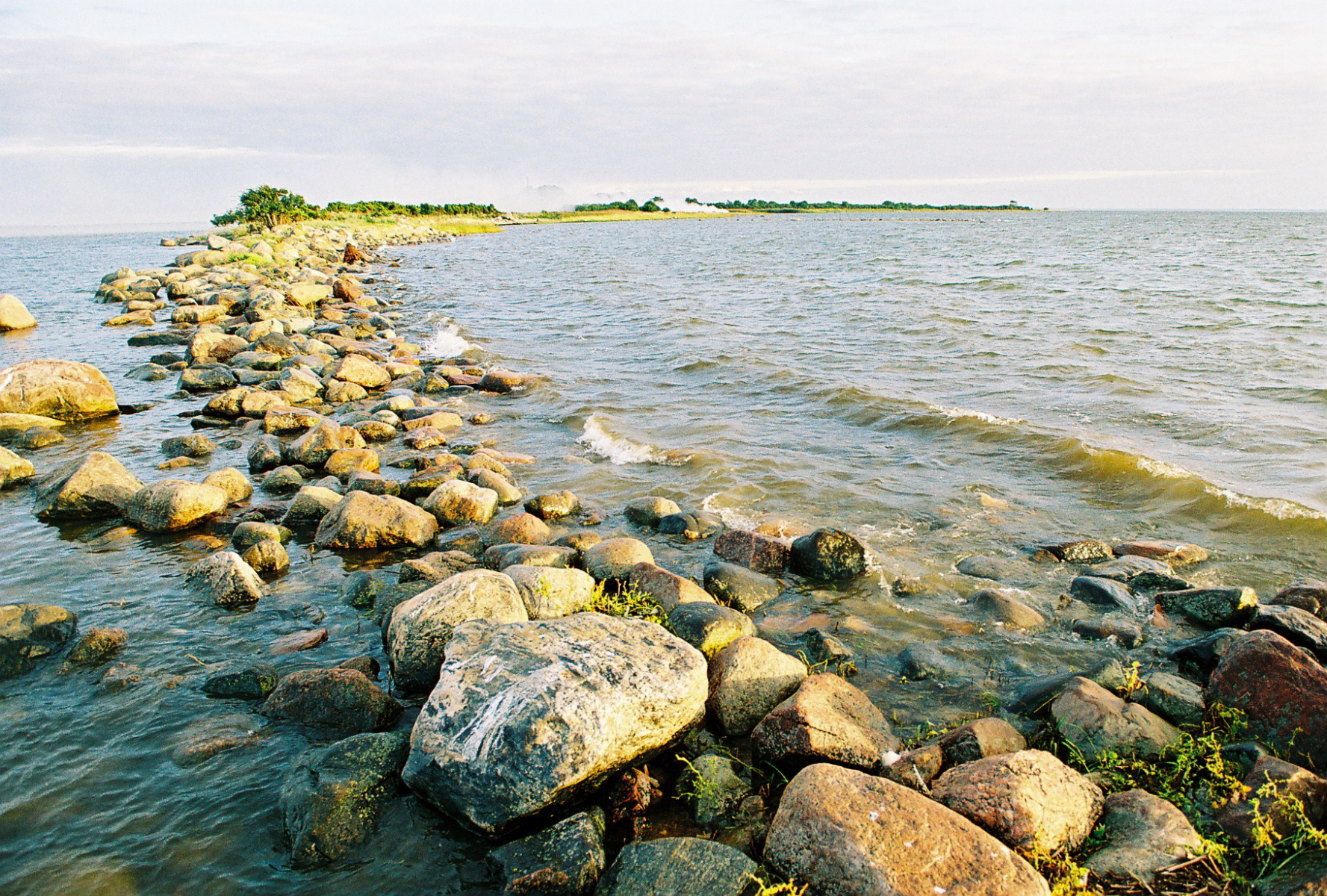
Kumari
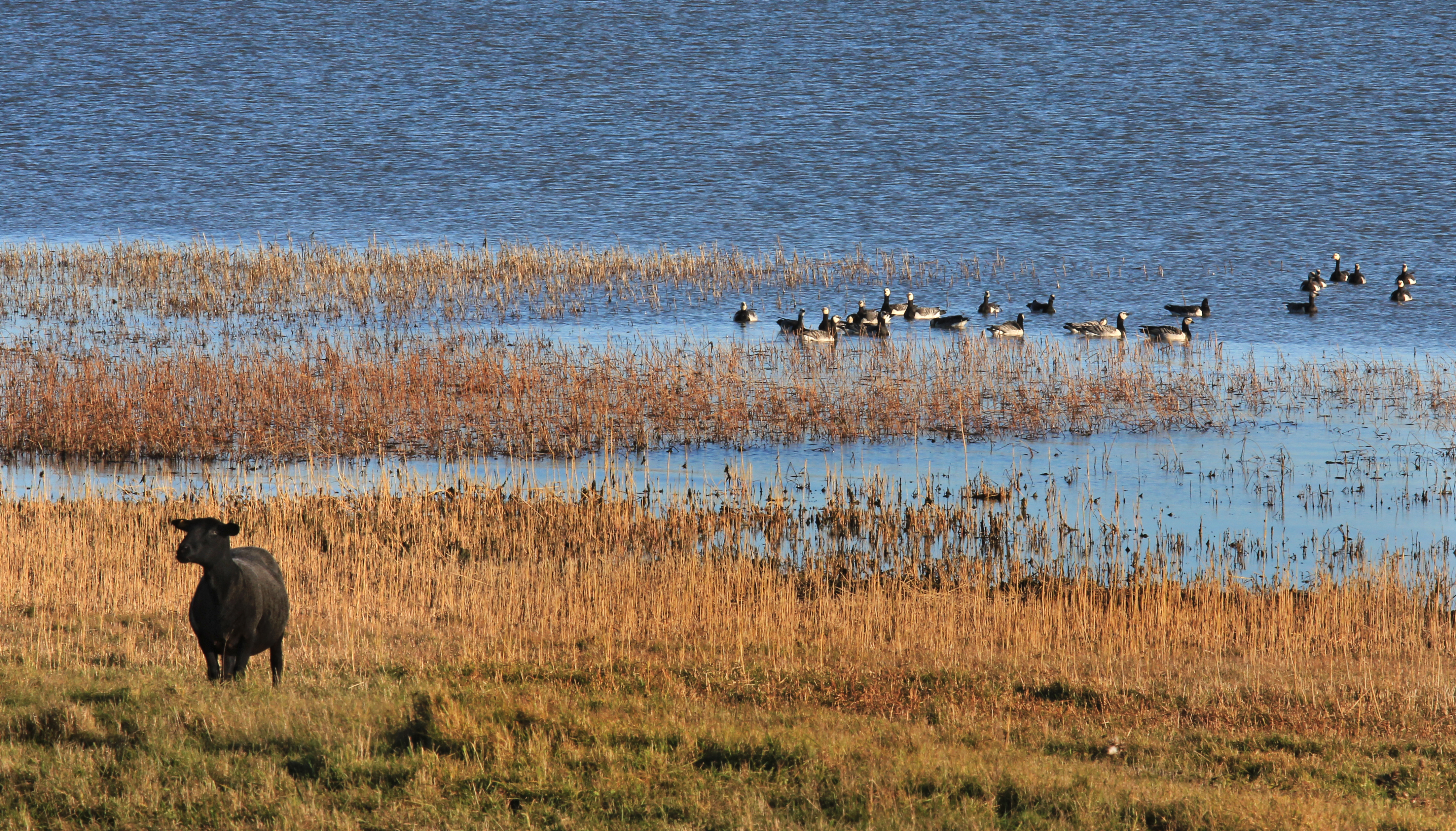
Puisenina
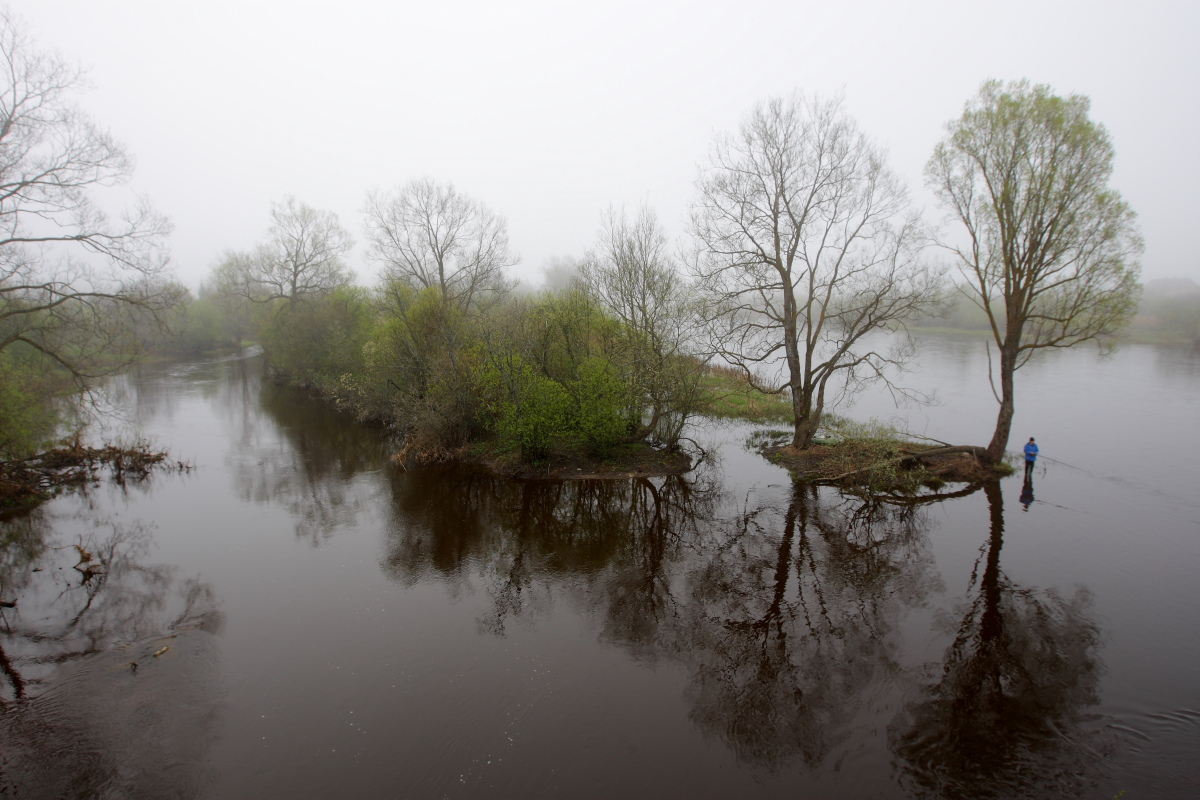
Kasari
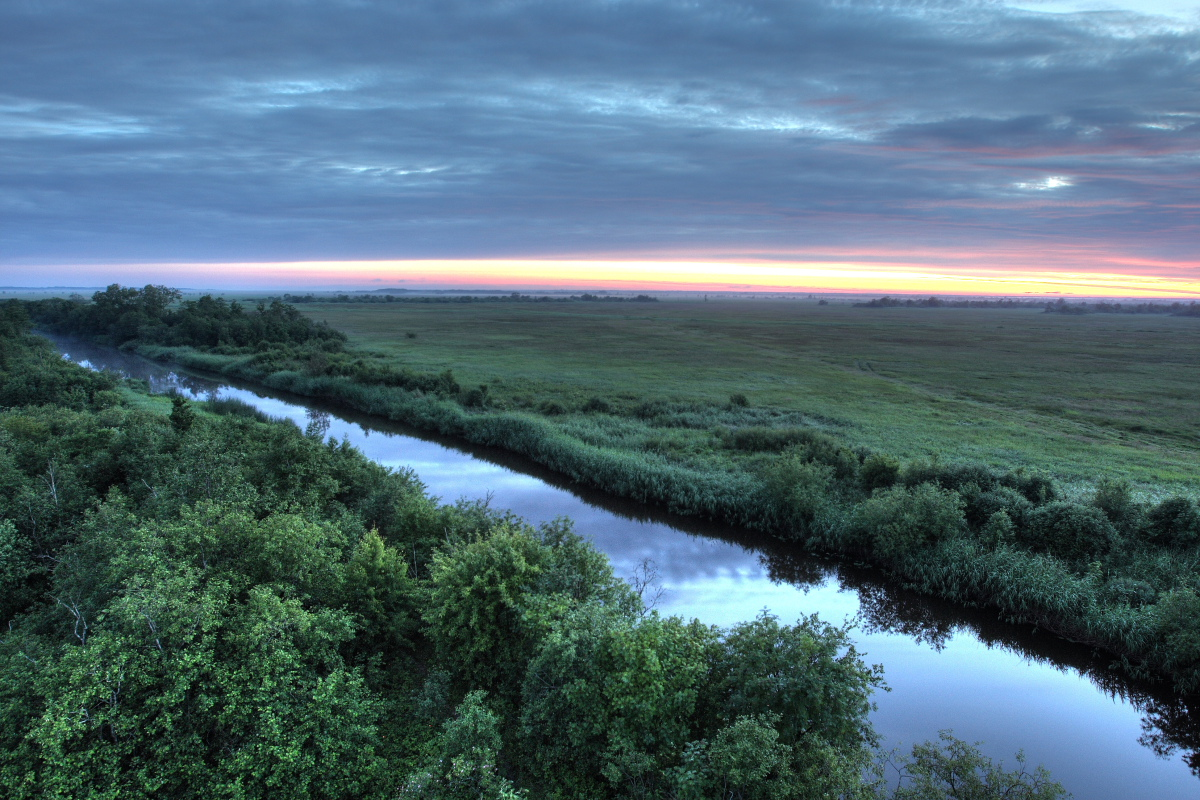
Kasari